# Perinoia keiensis
Perinoia keiensis är en insektsart som beskrevs av Schmidt 1928. Perinoia keiensis ingår i släktet Perinoia och familjen spottstritar. Inga underarter finns listade i Catalogue of Life.